# NGC 2258
NGC 2258 est une galaxie lenticulaire située dans la constellation de la Girafe. NGC 2258 a été découvert par l'astronome allemand Wilhelm Tempel en 1883.

## Caractéristiques
Sa vitesse par rapport au fond diffus cosmologique est de 4 055 ± 36 km/s, ce qui correspond à une distance de Hubble de 59,8 ± 4,2 Mpc (∼195 millions d'al).
À ce jour, 18 mesures non basées sur le décalage vers le rouge (redshift) donnent une distance de 61,800 ± 8,946 Mpc (∼202 millions d'al), ce qui est à l'intérieur des valeurs de la distance de Hubble.
Selon la base de données Simbad, NGC 2258 est une galaxie à noyau actif.

## Supernova
La supernova SN 2009L a été découverte dans NGC 2258 le 14 janvier 2009 par l'astronome japonaise Reiki Kushida. Cette supernova était de type Ia.